# Biografisch Portaal
El Portal biográfico de los Países Bajos (en neerlandés Biografisch Portaal van Nederland) abreviado como BPN o BioPort, es un catálogo neerlandés creado por el Instituto Huygens de Historia de los Países Bajos (Huygens ING) que mantiene un registro de control de autoridades con objeto de hacer más accesibles los textos biográficos de los Países Bajos. El acceso al Biografisch Portaal está disponible de forma gratuita a través de una interfaz web.
El proyecto se inició por la fundación Biografisch Portaal van Nederland, con la colaboración del Biografie Instituut, Centraal Bureau voor Genealogie (CBG), Huygens ING, Instituto Internacional de Historia Social (IISG), Archivos Nacionales de los Países Bajos (NA), Onderzoekscentrum voor Geschiedenis en Cultuur (OGC), Parlementair Documentatie Centrum (PDC) y el Rijksbureau voor Kunsthistorische Documentatie (RKD) en febrero de 2010 con material para 40.000 biografías digitalizadas, con el objetivo de ofrecer un acceso digital a toda la información fiable disponible sobre las personas (fallecidas) de los Países Bajos desde los inicios de la historia hasta los tiempos modernos.
En septiembre de 2016 ya contenía más de 146.000 biografías sobre cerca de 80.000 neerlandeses: personas que nacieron en los Países Bajos o que tuvieron un papel importante para el país. No acepta datos de personas vivas y sólo publica datos de personas que tuvieron un papel en los Países Bajos. El registro continúa creciendo con la aportación de nuevas instituciones que se afilian o a través de proyectos concretos, como por ejemplo el de artistas o mujeres famosas, un grupo que hasta tiempos recientes estaba descuidado por los repertorios biográficos tradicionales.